# ميرسي مي (فرقة)
ميرسي مي (بالإنجليزية: MercyMe)‏ هي فرقة موسيقى مسيحية أمريكية معاصرة تأسست في إدموند، أوكلاهوما. تتكون الفرقة من المنشد الرئيسي بارت ميلارد، عازف الإيقاع روبي شافر، عازف الباص غيتار ناثان كوكران، وعازفا الإيتار مايكل شوشزر و باري غراول.

## التأسيس
تشكلت الفرقة في عام 1994، حيث أنشأ الثلاثي استوديو و منطقة معيشة في مركز رعاية قديم مهجور، ثم أنضم بعدها ناثان كوكران و روبي شافر إلى الفرقة في وقت لاحق، وقد أصدرت الفرقة ستة ألبومات مستقلة قبل التوقيع مع إينو ريكورد في عام 2001، اكتسبت الفرقة لأول مرة تقديراً رئيسياً من خلال أغنية، "I Can Only Imagine".

## وصلات خارجية
- ميرسي مي على موقع ميوزك برينز (الإنجليزية)
- ميرسي مي على موقع أول ميوزيك (الإنجليزية)
- ميرسي مي على موقع ديسكوغز (الإنجليزية)